# 原保太郎
原 保太郎（はら やすたろう、1847年8月11日（弘化4年7月1日） - 1936年（昭和11年）11月2日）は、幕末の園部藩士、明治の官僚・政治家。貴族院議員、錦鶏間祗候。神道無念流の練兵館塾頭を務めた剣客としても知られた。
小栗上野介を捕え、処刑した人物とされている。

## 経歴
園部藩士・原官次の三男として生まれる。江戸の練兵館で剣術を修行し、練兵館塾頭になったが、園部藩を脱藩して京都に上り、慶応3年（1867年）岩倉具視の食客となる。戊辰戦争では、東山道総督随行、上野国巡察使兼軍監として従軍した。その際、江戸幕府の元勘定奉行・小栗忠順と家来3人を捕らえて斬首に処した。原が問答無用な形で斬首を強行した理由は判明していないが、当時はまだ22歳の若輩であり、総督府の命令といわれているが、功をあせる浅慮の極みとも言われている。原は後年「小栗は自分が斬った」と述べているが、安中藩の徒目付浅田五郎作が斬ったという説もある。 
明治4年（1871年）にアメリカ合衆国へ留学し、ラトガース大学で学ぶ。1874年ごろにイギリスに渡り、原六郎と共にキングス・カレッジ・ロンドンで経済学などを学ぶ。1876年に帰国。
帰国後、兵庫県少書記、同県大書記官などを歴任し、1881年に第三代山口県令に就任した。1895年3月、日清戦争の下関講和会議に出席していた清国大使・李鴻章が狙撃される事件が起こり、その責めを負い知事を辞任した。同年7月、福島県知事に任命され復帰。さらに、北海道庁長官、農商務省山林局長兼林野整理局長を務めた。
1903年7月15日、貴族院議員に勅選され、同和会に属し死去するまで在任した。1905年9月1日に錦鶏間祗候となる。また、維新史料編纂会員なども務めた。昭和11年11月2日没。墓所は品川区の海晏寺。

## 栄典・受章・受賞
位階
- 1886年（明治19年）11月16日 - 正五位[5]
- 1890年（明治23年）11月1日 - 従四位[6]
- 1897年（明治30年）12月24日 - 正四位[7]

勲章等
- 1889年（明治22年）11月29日 - 大日本帝国憲法発布記念章[8]
- 1892年（明治25年）12月29日 - 勲四等瑞宝章[9]。
- 1899年（明治32年）12月27日 - 勲三等瑞宝章[10]

外国勲章佩用允許
- 1885年（明治18年）6月16日 - ハワイ王国：王冠勲章ナイトグランドオフィシル[11]
- 1892年（明治25年）4月19日 - ハワイ王国：王冠第一等勲章[12]

## 親族
- 父・原宮次 - 園部藩士
- 妻・うめ（1855年生） - 築地精養軒創業者・北村家の娘
- 長女・笠井シツ（1880年生） - 小野田セメント製造社長・笠井真三の妻
- 三女・斎藤キク（1883年生） - 海軍中将・斎藤半六の妻
- 長男・原鴻太郎（1888年生）
- 二男・原愛次郎（1890年生） - 東京帝国大学工学部卒。岸一太の飛行機「剣号」開発に携わり、1917年に民間初の航空写真を撮影、1923年にはのちにラジオ製造会社として名を馳せた坂本製作所を設立した（同社は技術力で業界をリードしたが、金融恐慌で1934年に経営破綻。日本電気の傘下に入った後、住友系の日本通信工業に吸収）[13][14][15]。岳父に外交官の石氏章作。
- 三男・原敬三郎（1895年生）- 陸軍大佐（航空兵）。1939年戦死。
- 庶子・長友順子（1911年生） - 北門銀行頭取・長友比佐吉の養女